# Laguna de Contreras
Laguna de Contreras is een gemeente in de Spaanse provincie Segovia in de regio Castilië en León met een oppervlakte van 19,29 km². Laguna de Contreras telt 121 inwoners (1 januari 2016).

## Demografische ontwikkeling
Bron: INE, 1857-2011: volkstellingen
Opm.: In 1857 werd de gemeente Vivar de Fuentidueña aangehecht